# The Joy of Painting
The Joy of Painting (El placer de pintar) fue un programa de televisión educativo estadounidense creado y presentado por el pintor Bob Ross que se desarrolló desde el 11 de enero de 1983 hasta el 17 de mayo de 1994. En cada episodio, Ross enseñó técnicas para pintar paisajes al óleo, completando una pintura en cada sesión. El programa siguió el mismo formato que su predecesor, La magia de la pintura al óleo, presentado por el mentor de Ross, Bill Alexander. Durante su carrera, ganó tres Premios Emmy.

## Producción
El programa fue transmitido y producido por estaciones de televisión pública no comerciales. La primera temporada se emitió a principios de 1983 e inicialmente fue producida por WNVC en Falls Church, Virginia. A partir de la segunda temporada a finales de 1983, el programa fue producido por WIPB en Muncie, Indiana hasta su final en 1994, y más tarde por Blue Ridge Public Television en Roanoke, Virginia. La mayor parte de la serie fue distribuida por lo que ahora es American Public Television. Las repeticiones continúan transmitiéndose en sindicación en los Estados Unidos hoy bajo el título The Best of The Joy of Painting, que presenta una colección de las pinturas favoritas de Bob Ross de la carrera de la muestra.

## Formato
Cada episodio, de 30 minutos generalmente, comienza con Ross (o un invitado) de pie frente a un lienzo en blanco sobre un fondo blanco o negro. Entre los invitados se encontraban Dana Jester, amigo de toda la vida de Ross, junto con el hijo de Ross, Steve, su antiguo instructor John Thamm y muchos otros.Dentro del programa de 30 minutos, Ross ejecutó gráficamente los colores a través de la pantalla (esto no se hizo en la primera temporada, sino que Ross explicó su paleta en la pantalla), mientras convertía el lienzo en blanco en un paisaje imaginario utilizando la técnica de pintura al óleo allá prima (húmedo sobre húmedo), en la que el pintor continúa agregando pintura sobre la pintura aún húmeda en lugar de esperar a que se seque cada capa de pintura. La combinación de este método con el uso de pinceles de dos pulgadas y otros tipos de pinceles, así como con cuchillos de pintura, le permitió pintar árboles, agua, nubes y montañas en cuestión de segundos.
Cada pintura comenzaría con trazos simples que parecían no ser más que manchas de color. A medida que agregaba más y más trazos, las manchas se transformaban en paisajes intrincados. Mientras pintaba, instruyó a los espectadores sobre las técnicas que estaba usando, agregó comentarios que describían las "pequeñas nubes felices" y los "pequeños árboles felices" que estaba creando. También tendría un video casero de sí mismo con un ciervo bebé, un mapache u otro animal pequeño. Cada programa fue filmado en tiempo real con dos cámaras de video: un plano medio de Ross y su lienzo, y un plano de primer plano del lienzo o paleta . Al final de cada episodio, Ross era conocido por decir algo parecido a "...así que de todos los que estamos aquí me gustaría desearle feliz pintura, y que Dios los bendiga, amigo..." – luego, el tema principal del programa a medida que los créditos pasan sobre la pintura terminada.
Ross creó tres versiones de cada pintura. El primero, hecho antes de grabar, se sentó en un caballete fuera de cámara y se usó como plantilla para crear un segundo, que los espectadores realmente lo vieron pintar; después de grabar, pintó un tercero más detallado para incluirlo en sus libros de instrucción. Las tres versiones fueron luego donadas a varias estaciones de PBS, la Institución Smithsonian, o mantenidas por Bob Ross, Inc.

## Legado
En 1993, Ross hizo comerciales de televisión para MTV.
En 1994, Ross apareció en Bill Nye the Science Guy, donde hizo un segmento de autoparodia titulado "The Artistic Eye with Bob Ross".
Como parte del lanzamiento de Twitch Creative, Twitch transmitió todos los episodios de The Joy of Painting durante un período de nueve días a partir del 29 de octubre de 2015. ¿Cuál habría sido el cumpleaños 73 de Ross?. Twitch informó que 5.6 millones de espectadores vieron el maratón y, debido a su popularidad, crearon una retransmisión semanal de las 31 temporadas de The Joy of Painting para transmitirse en Twitch todos los lunes a partir de noviembre de 2015, y tendrá un maratón de episodios cada 29 de octubre. Una parte de los ingresos por publicidad se ha prometido a organizaciones benéficas, incluido el St. Jude Children's Research Hospital. Este hecho también se repitió el 29 de octubre de 2016, por su 74 cumpleaños.
En 2015, los 403 episodios de The Joy of Painting se agregaron al canal oficial de YouTube de Bob Ross.  En junio de 2016, Netflix volvió a empaquetar varios episodios de 1991-1992 de The Joy of Painting bajo el nombre de Beauty Is Everywhere. En diciembre se agregó un segundo paquete de episodios titulado Chill with Bob Ross. En 2020, Tubi agregó 30 temporadas de The Joy of Painting, con un total de casi 400 episodios, a su plataforma de forma gratuita. 
En noviembre de 2017, se lanzó el primer avance de la película Deadpool 2 de 2018, con una parodia de The Joy of Painting con Ryan Reynolds como Deadpool.
The Joy of Painting tiene licencia para mercadería, incluida una Chia Pet y un cereal de desayuno hecho por los creadores de Flutie Flakes. 
En el programa de dibujos animados de Nickelodeon llamado Bob Esponja, en este clip de ese video.